# Fronteira Sudão do Sul–Uganda
A fronteira entre o Sudão do Sul e o Uganda é a linha que de 435 km de extensão, sentido oeste-leste, que separa o Sudão do Sul, estados de Equatória Central e Equatória Oriental da Região Norte do Uganda. No este se inicia na tríplice fronteira Sudão do Sul-Uganda-República Democrática do Congo, passa na proximidades e no extremo leste há o ponto triplo dos dois países com Quênia.
Depois de diversos conflitos desde o século XIX, o Sudão, domínio do Reino Unido e do Sudão, conquista sua independência em 1956. Definiu-se a fronteira com o protetorado britânico de Uganda que obtém independência em 1962. Essa fronteira foi marcada, de 1989 a 2005, pelos conflitos entre a SPLA e o governo sudanês, e correspondia a uma das fronteiras meridionais do Sudão. Entretanto, com a independência do Sudão do Sul em 2011, esta fronteira passou a delimitar os territórios do Sudão do Sul (em Equatória Central) e do Uganda.